# Punctoribates pannonicus
Punctoribates pannonicus är en kvalsterart som beskrevs av Sandór Mahunka 1987. Punctoribates pannonicus ingår i släktet Punctoribates och familjen Punctoribatidae. Inga underarter finns listade i Catalogue of Life.